# Washakie
Washakie (né vers 1800 et mort le 20 février 1900) est un chef et combattant amérindien.

## Biographie
Washakie est mentionné pour la première fois en 1840 dans les écrits du trappeur Osborne Russell. En 1851, il mena une bande de guerriers Shoshones lors de la signature du traité de Fort Laramie qui permit à différentes tribus amérindiennes de préserver une grande partie de leur territoire face aux colons européens et ce jusqu'aux ruées vers l'or qui suivirent et au traité de Fort Wise, en 1861, qui divisa par seize leurs territoires. Depuis le traité de Fort Laramie et jusqu’à sa mort, il fut considéré par le gouvernement des États-Unis comme le chef de la tribu orientale des Shoshones.